# Gymnodanio strigatus
Gymnodanio strigatus är en fiskart som beskrevs av Chen och He 1992. Gymnodanio strigatus ingår i släktet Gymnodanio och familjen karpfiskar. Inga underarter finns listade i Catalogue of Life.